# Sindaci di Trento
Di seguito l'elenco cronologico dei sindaci di Trento e delle altre figure apicali equivalenti che si sono succedute nel corso della storia.

## Principato vescovile di Trento (1415-1806)
Capi-consoli
- Bonadamus de Acerbis de Closio (1415)
- Joannes Ciroicus qm ser Lucae de Florentia (1416)
- Petrus (o Matheus) de Matarelu (1417)
- Petrus Jacobus (1418)
- Bonadamus de Acerbis (1419)
- Andres Apothecarius (1421)
- Odoricus Physicus (1422)
- Marcus de Belenzanis (1423)
- Justinianus Draperius (1424)
- Antonius notarius de Castro Campi (1425)
- Antonius de Molveno (1426)
- Antonius de Rochabruna (1427)
- Micheal Notarius (1428)
- Antonius de Molveno (1429)
- Franciscus qd Ser Adelperii de Sichis de Tridento (1430)
- Joa. de Comaio (1431)
- Joach. de Mezonomis (1432)
- Antonius de Molveno (1433)
- Micheal Notarius (1434)
- Antonius de Trilaco (1435)
- Morzantus de Morzantis (1436)
- Joachinus de Mezonomis (1437)
- Bonadamus de Acerbis de Tridento (1438)
- Christophorus de Molveno notarius (1440)
- Joachinus de Fanzinis (1441)
- Antonius de Trilaco (1442)
- Joannes Luca Cirogicus (1443)
- Thomas Physicus (1444)
- Lucas de Lippis (1445)
- Bernardinus a Sale (1446)
- Antonius de Trilaco (1447)
- Christophorus de Molveno notarius (1448)
- Joannes Contus de Trilaco (1449)
- Melchior de Facinis de Padua (1450)
- Joannes de Fatis (1451)
- Ermanus medicus de Feltro (1452)
- Jacobus Comzinus (1453)
- Mechior de Facinis de Padua (1454)
- Nicolaus de Balduinis (1455)
- Antonius doctor de Trilaco, et locus illius Victor de Grigno (1456)
- Melchior de Facinis J. D. (Juris Doctor) de Padua et Tridenti Potestas (1457)
- Leonardus notarius a Sale (1458)
- Calepinus de Calepinis J. D. (1461)
- Melchior de Facinis J. D. (1462 - 1463)
- Federicus de Paho (1466)
- Joannes Antonius Vascetta (1467)
- Melchior de Facinis de Padua J. D. (1469)
- Armanus de Feltro artium et medicinae Doctor (1470)
- Christophorus de Murlinis (1471)
- Joannes de Aretio Artium et medicinae Doctor (1472)
- Joannes Antonius de Vaschettis de Tridento legum Doctor (1473)
- Antonius de Fattis de Trilaco legum Doctor (1474)
- Melchior de Facinis de Padua (1475)
- Franciscus Gelfus (1476)
- Joannes Antonius de Vaschettis J. D. (1477)
- Paulus de Fattis de Tridento L. D. (1478)
- Balsanus de Balsanis J. p. (1487)
- Franciscus Gelfus (1493)
- Joannes Babtista de Castro Campi L. D. (1494)
- Nob. D. Contus de Trilaco (1499)
- Andres de Aretio J. D. (1500)
- Jacobus de Calepinis J. D. et Eques Auratus (1501)
- Stephanus de Cazuffo (1505)
- Guglielmus Gallus Notarus (1506)
- Donatus de Calepinis (1507)
- Hieronymus Bretius (1516)
- Petrus Alexandrinus J. D. (1518)
- Joannes Paulus Schrattenperger J. D. (1519)
- Laurentius de Cazuffo (1520)
- Joannes Andreas a Scutellis J. D. (1521)
- Hieronyumus Bretius Doctor (1522)
- Petrus Tabarellus de Fatis J. D. Eques et Com. Palatinus (1523)
- Laurentius Cazzaffus J. D. (1524)
- Joannes Andreas a Scutellis (1525)
- Petrus Alexandrinus J. D. (1526)
- Franciscus Baldinus artium et medicinae Doctor (1527)
- Simon de Rallo J. D. (1528)
- Thomas Tabarellus de Farris de Trilaco eques (1529)
- Joannes Paulus Scrattimperger J. D. (1530)
- Franciscus Baldinus artium, legum et medicinae Doctor (1531)
- Theodorus Buxius Dominus Numii (1532)
- Tremenus de Petrotiis artium, legum et medicinae Doctor (1533)
- Joannes Paulus Scrattimperger J. D. (1534)
- Thomas Tabarellus de Fattis de Trilaco legum Doctor et eques (1535)
- Andreas Calepinus (1536)
- Hieronymus Thoner J. D. (1537)
- Joannes Paulus Scrattimperger J. D. (1538)
- Antonius Balduinus Doctor, eques et comes palatinus (1539)
- Joannes Franciscus Hieremia (1540)
- Thomas Tabarellus de Fattis Doctor et eques (1541)
- Joannes Paulus Scrattimpeger J. D. (1542)
- Gervasius de Albertis de Enno J. D. (1543)
- Hieronymus Thoner J. D. (1544)
- Jacobus Malanotus J. D. (1545)
- Dominicus Calvettus J. D. (1546)
- Gervasius de Albertis de Enno J. D. (1547)
- Hieronymus Bertellus J. D. (1548)
- Tremenus Perotius artium et medicinae doctor (1549)
- Antonius Scrattimpeger (1550)
- Franciscus a Scutellis J. D. (1551)
- Gervasius de Albertis de Enno J. D. (1552)
- Tremenus Perotius J. D. (1553)
- Antonius Scrattimperger J. D. et loco illius Dominicus Calvetus J. D. (1554)
- Odoricus Costede J. D. (1555)
- Hieronymus Gallus (1556)
- Gervasius de Albertis J. D. (1557)
- Albertus de Albertis de Poja (1558)
- Dominicus Calvetus J. D. (1559)
- Franciscus Quetta J. D. (1560)
- Gervasius de Albertis J. D. (1561)
- Albertus de Albertis de Poja (1562)
- Bernardinus Malanottus J. D. (1563)
- Ascanius Scrattimperger artium et medicinae doctor (1564)
- Joannes Baptista Callavinus J. D. (1565)
- Gervasius de Albertis J. D. (1566)
- Albertus de Albertis J. D. (1567)
- Franciscus Quetta J. D. (1568)
- Ludovicus Tremebus de Perotiis (1569)
- Camilus Pilatus J. D. (1570 - 1571)
- Franciscus Gallus J. D. (1572 - 1573)
- Odoricus Costede J. D. (1574)
- Antonius Quetta J. D. (1575)
- Petrus Sirena doctor (1576)
- Odoricus Paurenfaint J. D. (1577)
- Josephus Gaudentus J. D. (1578)
- Albertus de Albertis J. D. (1579)
- Antonius Job J. D. (1580)
- Joannes Baptista Calavinus J. D. (1581)
- Innocentius a Prato Dominus Segonzani (1582)
- Josephus Gaudentus J. D. (1583 - 1584)
- Christophorus Calepinus (1585)
- Petrum Sirena legum doctor (1586)
- Joannes Baptista Calavinus J. D. (1587)
- Antonius Quetta J. D. (1588)
- Josephus Gaudentus J. D. (1589)
- Antonius Job J. D. (1590)
- Hieronymus Pilatus J. D. (1591)
- Alexander de Albertis J. D. (1592)
- Joannes Baptista Calavinus j. D. (1593)
- Josephus Gaudentus J. D. (1594 - 1595)
- Jacobus Cischius J. D. (1596)
- Antonius Job J. D. (1597)
- Petrus Alexandrinus de Neunstein doctor (1598)
- Alexander de Albertis J. D. (1599)
- Hieronymus de Gratiadei J. D. (1600)
- Josephus Gaudentus J. D. (1601)
- Joannes Gaudentus J. D. (1602)
- Manfredus de Albertis J. D. (1603 - 1604)
- Bonaventura de Albertis J. D. (1605)
- Paulus Cischus de S. Cruce J. D. (1606)
- Franciscus Callavinus J. D. (1607)
- Franciscus Trentinus J. D. (1608 - 1609)
- Alexander de Albertis (1610)
- Joannes Baptista Gaurientus J. D. (1611)
- Bonaventura de Albertis J. D. (1612)
- Job de Job J. D. (1613 - 1614)
- Paulus Cischus de S. Croce (1615)
- Joannes Baptista Sardanea J. D. (1616)
- Petrus Pilatus (1617 - 1618)
- Joannes Baptista Gaurienti de Malosco et Seregnano (1619)
- Franciscus Trentinus J. D. (1620)
- Job de Job J. D. (1621)
- Joannes Baptista Sardanea J. D. (1622)
- Petrus Pilatus (1623)
- Franciscus Trentinus J. D. (1624 - 1625)
- Job de Job J. D. (1626)
- Balthassar de Rochabruna (1627)
- Joannes Baptista Guarientus de Seregnano (1628)
- Christophorus de Prato Dominus Seregnano (1629)
- Job de Job et ejus hoc anno defuncti loco subrugatus Andreas Pompeatus J. D. (1630)
- Joannes Baptista Sardanea J. D. (1631)
- Joannes Baptista Guarientus (1632)
- Balthassar de Rochabruna (1633)
- Christophorus a Prato Dominus Segunzani (1634)
- Andras Pompeatus doctor (1635)
- Ludovicus a Turri J. D. (1636)
- Joannes Baptista Sardanea J. D. (1637)
- Horatius Consolatus J. D. (1638 - 1639)
- Joannes Jacobus Siccius J. D. (1640)
- Ludovicus Voltolinus J. D. (1641)
- Antonius Campi J. D. (1642)
- Joannes Andreas Alexandrinus de Neunstein (1643 - 1644)
- Petrus Pilatus J. D. (1645)
- Joannes Jacobus Sizzo J. D. (1646 - 1647)
- Ludovicus Voltolinus J. D. (1648 - 1649)
- Julis Alexandrinus de Neunstein (1650 - 1651)
- Ferdinandus Guarientus (1652 - 1653)
- Joannes Baptista Busettus J. D. (1654)
- Ludovicus Voltolini (1655)
- Ferdinandus Guarientus de Seregnano er Maloscho (1657 - 1658)
- Julius Alexandrinus de Neunstein (1659)
- Franciscus Trentinus (1660 - 1661)
- Joannes Baptista Busetti qui obiit, et pro eo Ferdinandus Guarieti, qui pariter mortus est (1662)
- Ludovicus Voltolini (1663)
- Pompeus Gelf (1664 - 1665)
- Franciscus Guarienti (1666)
- Hieronymus Voltolini (1667)
- Pompeus Gelf (1668)
- Christophorus Alexandrini (1669)
- Joannes Benedictus Gentilotti (1670 - 1671)
- Petrus Manci J. D (1672 - 1673)
- Joannes Antonius Roboretus a Fraiperg medicus (1681 - 1682)
- Joannes Baptista Melchiori doctor (1683 - 1684)
- Andreas Alexandrini (1685)
- Joannes Antonius Rovereti medicus (1686 - 1687)
- Joannes Andreas Alexandrini (1688 - 1689)
- Domenicus Gallicioli J. D. (1690)
- Ignatius Gaudenti J. D. (1691)
- Jacobus Antonius Trentini J. D. (1692 - 1693)
- Franciscus Sardanea capitaneus (1694)
- Ignatius Gaudenti J. D. (1695 - 1696)
- Simon Jgnatius Trentini J. D. (1697 - 1698)
- Hieronymus Pompeati (1699 - 1700)
- Ludovicus Malfatti J. D. (1701 - 1702)
- Franciscus Bevilacqua J. D. (1703)
- Simon Jgnatius Trentini J. D. (1704 - 1705)
- Ludovicus Malfatti J. D. (1706 -1707)
- Franciscus Bevilacqua J. D. (1708 - 1709)
- Hieronymus Pompeati (1710 - 1711)
- Ludovicus Malfatti J. D. (1712 - 1713)
- Ludovicus comes Bortolazzi (1714 -1715)
- Hieronymus Pompeati (1716 -1717)
- Josephus Andreas Pomporti J. D. (1718 - 1719)
- Franciscus Bevilacqua J. D. (1720 - 1721)
- Joannes Baptista Benasuti notarius (1722 - 1723)
- Sigismundus Antonius Manci J. D. (1724 - 1727)
- Josephus Andreas Bonporti J. D. (1728 - 1729)
- Antonius Crivelli J. D. (1730 - 1731)
- Sigismundus Antonius Manci (1732 - 1733)
- Stephanus Pozzi J. D. (1734 - 1735)
- Franciscus Jgnatius Sizzo J D. (1736)
- Sigismundus Antonius Manci J. D. (1737 -1738)
- Hieronimus Galvagni J. D. (1739 - 1740)
- Stephanus Pozzi J. D. (1741 - 1742)
- Franciscus de Albertis (1743 - 1744)
- Sigismundus Adamus Terlago (1745 - 1746)
- Joannes Baptista Manci (1747 - 1748)
- Franciscus Bonaventura de Albertis (1749 - 1750)
- Sigismundus Adamus Terlago (1751 - 1752)
- Joannes Baptista Manci (1753 - 1754)
- Andreas de Mersi (1755)
- Christophorus Hieronymi Voltolini (1756 - 1757)
- Joannes Baptista Manci (1758 - 1759)
- Sigismundus Adamus Terlago (1760 - 1761)
- Christophorus Hieronymi Voltolini (1762)
- Joannes Paulus Ciurletti J. D. (1763)
- Joannes Baptista L. B. Gentilotti (1764 - 1765)
- Christophorus Hieronymi Voltolini (1766 - 1767)
- Joannes Baptista Manci (1768 - 1769)
- Joannes Baptista L. B. Gentilotti (1770 - 1771)
- Christophorus Hieronymi Voltolini (1772)
- Joannes Baptista comes de Manci (1773 - 1774)
- Antonius comes de Albertis (1775 - 1776)
- Julius Guarinoni J. D. (1777 - 1778)
- Joannes Baptista comes de Manci (1779 - 1780)
- Dominicus de Malfatti (1781 - 1782)
- Sigismondus L. B. Trentini (1783 - 1784)
- Antonius de Crivelli (1785 - 1786)
- Dominicus de Malfatti (1787)
- Sigismondus L. B. Trentini (1788 - 1789)
- Antonius comes de Crivelli (1790 - 1791)
- Dominicus de Malfatti (1792)
- Hieronymus comes Graziadei (1793 - 1794)
- Sigismundus L. B. Trentini (1795 - 1796)
- Julius doctor Guarinoni (1797)
- Girolamo conte Graziadei (1798 - 1800)
- Sigismondo barone Trentini (1801 - 1802)
- Pietro conte Consolati (1803 - 1804)
- Girolamo conte Graziadei (1805 - 1806)

## Regno napoleonico d'Italia (1810-1814)
Podestà
- Conte Girolamo Graziadei (1810), nominato da Eugenio di Beauharnais, viceré d'Italia
- Tomaso Rungg (1812), nominato da Napoleone Bonaparte

## Impero austriaco/Impero austro-ungarico (1814-1918)
Podestà
- Conte Benedetto Giovanelli (1816), nominato dal governo del Tirolo fra tre nomi presentati dal consiglio comunale di Trento
- Giuseppe de Panizza di Taio, giudice a Borgo (1847)
- Conte Filippo Sizzo (1850)
- Conte Antonio Arz (1853)
- Giuseppe Dalla Rosa (1854)
- Conte Gaetano Manci (1857)
- Alessio de Alttmayer (1860)
- Alberto Rungg (1862)
- Barone Giovanni Ciani (1866 e 1870)
- Paolo Oss Mazzurana (1872)
- Conte Ferdinando Consolati (1873)
- Girolamo Bellesini (1876)
- Barone Giovanni Ciani (1880)
- Paolo Oss Mazzurana (1884, 1888 e 1892)
- Antonio Tambosi (1895 e 1899)
- Silvio Dorigoni (18 gennaio 1900 - 13 marzo 1900)
- Luigi Brugnara (2 aprile 1900 - 18 novembre 1903)
- Giuseppe Silli (1904 e 1908)
- Conte Massimiliano Manci, eletto ma non confermato dal governo che invece nomina amministratore ufficioso Gabriele Corradini (1911)
- Antonio Tambosi (16 ottobre 1911 - 19 luglio 1913)
- Vittorio Zippel (22 settembre 1913 - 20 maggio 1915)
- Adolfo de Bertolini, amministratore ufficioso (1915)
- Giuseppe Jordan, amministratore ufficioso (dal 30 gennaio 1918)

## Regno d'Italia (1918-1946)
- Filippo Faes, amministratore provvisorio (5 - 20 novembre 1918)

Sindaci nominati dal Governatorato militare (1918-1922)
- Vittorio Zippel (21 novembre 1918 - 25 gennaio 1922)

| Sindaci eletti dal Consiglio comunale (1922-1926) | Sindaci eletti dal Consiglio comunale (1922-1926) | Sindaci eletti dal Consiglio comunale (1922-1926) | Sindaci eletti dal Consiglio comunale (1922-1926) | Sindaci eletti dal Consiglio comunale (1922-1926) | Sindaci eletti dal Consiglio comunale (1922-1926) | Sindaci eletti dal Consiglio comunale (1922-1926) | Sindaci eletti dal Consiglio comunale (1922-1926) | Sindaci eletti dal Consiglio comunale (1922-1926) |
| Nominativo                                        | Nominativo                                        | Partito                                           | Partito                                           | Partito                                           | Partito                                           | Mandato                                           | Mandato                                           | Elezione                                          |
| Nominativo                                        | Nominativo                                        | Partito                                           | Partito                                           | Partito                                           | Partito                                           | Inizio                                            | Fine                                              | Elezione                                          |
| ------------------------------------------------- | ------------------------------------------------- | ------------------------------------------------- | ------------------------------------------------- | ------------------------------------------------- | ------------------------------------------------- | ------------------------------------------------- | ------------------------------------------------- | ------------------------------------------------- |
|                                                   | Giovanni Peterlongo                               |                                                   | Partito Liberale Democratico Italiano             | Partito Liberale Democratico Italiano             | Partito Liberale Democratico Italiano             | 25 gennaio 1922                                   | 11 agosto 1923                                    | Elezione 1922                                     |
|                                                   | Giovanni Peterlongo                               | Partito Liberale Italiano                         |                                                   |                                                   |                                                   | 25 gennaio 1922                                   | 11 agosto 1923                                    | Elezione 1922                                     |
| Giovanni Peterlongo (Commissario prefettizio)     | –                                                 | –                                                 | –                                                 | –                                                 | 11 agosto 1923                                    | 17 maggio 1926                                    | –                                                 |                                                   |
|                                                   | Prospero Gianferrari (Commissario prefettizio)    | –                                                 | –                                                 | –                                                 | –                                                 | 17 maggio 1926                                    | 23 dicembre 1926                                  | –                                                 |

Podestà nominati dal governo (1926-1945)
- Prospero Gianferrari (23 dicembre 1926 - 1928)[2]
- Giuseppe Botti, commissario prefettizio (1928)[2]
- Silvio Ghidoli, commissario prefettizio (1929)[2]
- Mario Scotoni (gennaio 1930 - dicembre 1938)[2]
- Bruno Mendini (1939 - 25 luglio 1943)[2]
- Gilberto Mazzanti, commissario prefettizio (dall'11 agosto 1943)[2]
- Bruno Mendini, commissario prefettizio (dal 27 settembre 1943)[2]

Sindaci nominati dal Comitato di Liberazione Nazionale (1945-1946)
| Sindaco | Sindaco | Sindaco        | Partito/coalizione                              | Dal           | Al            | Elezione         |
| ------- | ------- | -------------- | ----------------------------------------------- | ------------- | ------------- | ---------------- |
|         |         | Luigi Battisti | Partito Socialista Italiano di Unità Proletaria | 8 maggio 1945 | 2 giugno 1946 | Nominato dal CLN |

## Repubblica Italiana (dal 1946)
| Sindaci eletti dal Consiglio comunale (1946-1995)    | Sindaci eletti dal Consiglio comunale (1946-1995)   | Sindaci eletti dal Consiglio comunale (1946-1995) | Sindaci eletti dal Consiglio comunale (1946-1995) | Sindaci eletti dal Consiglio comunale (1946-1995) | Sindaci eletti dal Consiglio comunale (1946-1995) | Sindaci eletti dal Consiglio comunale (1946-1995) | Sindaci eletti dal Consiglio comunale (1946-1995) | Sindaci eletti dal Consiglio comunale (1946-1995) |
| Nominativo                                           | Nominativo                                          | Partito                                           | Partito                                           | Partito                                           | Partito                                           | Mandato                                           | Mandato                                           | Elezione                                          |
| Nominativo                                           | Nominativo                                          | Partito                                           | Partito                                           | Partito                                           | Partito                                           | Inizio                                            | Fine                                              | Elezione                                          |
| ---------------------------------------------------- | --------------------------------------------------- | ------------------------------------------------- | ------------------------------------------------- | ------------------------------------------------- | ------------------------------------------------- | ------------------------------------------------- | ------------------------------------------------- | ------------------------------------------------- |
|                                                      | Tullio Odorizzi                                     |                                                   | Democrazia Cristiana                              | Democrazia Cristiana                              | Democrazia Cristiana                              | 21 settembre 1946                                 | 18 gennaio 1947                                   | Elezione 1946                                     |
| 18 gennaio 1947                                      | Tullio Odorizzi                                     | 19 ottobre 1948                                   | Democrazia Cristiana                              | Democrazia Cristiana                              | Democrazia Cristiana                              |                                                   |                                                   | Elezione 1946                                     |
|                                                      | Dino Ziglio                                         |                                                   | Democrazia Cristiana                              | Democrazia Cristiana                              | Democrazia Cristiana                              | 18 novembre 1948                                  | 13 giugno 1951                                    | Elezione 1946                                     |
|                                                      | Nilo Piccoli                                        |                                                   | Democrazia Cristiana                              | Democrazia Cristiana                              | Democrazia Cristiana                              | 13 giugno 1951                                    | 28 giugno 1956                                    | Elezione 1951                                     |
| 28 giugno 1956                                       | Nilo Piccoli                                        | 30 giugno 1960                                    | Democrazia Cristiana                              | Democrazia Cristiana                              | Democrazia Cristiana                              | Elezione 1956                                     |                                                   |                                                   |
| 30 giugno 1960                                       | Nilo Piccoli                                        | 15 luglio 1964                                    | Democrazia Cristiana                              | Democrazia Cristiana                              | Democrazia Cristiana                              | Elezione 1960                                     |                                                   |                                                   |
|                                                      | Edo Benedetti                                       |                                                   | Democrazia Cristiana                              | Democrazia Cristiana                              | Democrazia Cristiana                              | 15 luglio 1964                                    | 11 agosto 1969                                    | Elezione 1964                                     |
| 11 agosto 1969                                       | Edo Benedetti                                       | 14 gennaio 1975                                   | Democrazia Cristiana                              | Democrazia Cristiana                              | Democrazia Cristiana                              | Elezione 1969                                     |                                                   |                                                   |
|                                                      | Giorgio Tononi                                      |                                                   | Democrazia Cristiana                              | Democrazia Cristiana                              | Democrazia Cristiana                              | 14 gennaio 1975                                   | 24 luglio 1980                                    | Elezione 1974                                     |
| 24 luglio 1980                                       | Giorgio Tononi                                      | 16 giugno 1983                                    | Democrazia Cristiana                              | Democrazia Cristiana                              | Democrazia Cristiana                              | Elezione 1980                                     |                                                   |                                                   |
|                                                      | Adriano Goio                                        |                                                   | Democrazia Cristiana                              | Democrazia Cristiana                              | Democrazia Cristiana                              | Elezione 1980                                     | 16 giugno 1983                                    | 5 luglio 1985                                     |
| 5 luglio 1985                                        | Adriano Goio                                        | 15 giugno 1990                                    | Democrazia Cristiana                              | Democrazia Cristiana                              | Democrazia Cristiana                              | Elezione 1985                                     |                                                   |                                                   |
|                                                      | Lorenzo Dellai                                      |                                                   | Democrazia Cristiana (1990-1994)                  | Democrazia Cristiana (1990-1994)                  | Democrazia Cristiana (1990-1994)                  | 15 giugno 1990                                    | 4 giugno 1995                                     | Elezione 1990                                     |
|                                                      | Lorenzo Dellai                                      | Partito Popolare Italiano (1994-1995)             |                                                   |                                                   |                                                   | 15 giugno 1990                                    | 4 giugno 1995                                     | Elezione 1990                                     |
| Sindaci eletti direttamente dai cittadini (dal 1995) |                                                     |                                                   |                                                   |                                                   |                                                   |                                                   |                                                   |                                                   |
| Nominativo                                           | Nominativo                                          | Partito                                           | Partito                                           | Coalizione                                        | Coalizione                                        | Mandato                                           | Mandato                                           | Elezione                                          |
| Nominativo                                           | Nominativo                                          | Partito                                           | Partito                                           | Coalizione                                        | Coalizione                                        | Inizio                                            | Fine                                              | Elezione                                          |
|                                                      | Lorenzo Dellai                                      |                                                   | Partito Popolare Italiano                         |                                                   | DP-PDS-PdD-FdV-L. civiche                         | 4 giugno 1995                                     | 2 ottobre 1998                                    | Elezione 1995                                     |
|                                                      | Alberto Pacher (Vicesindaco facente funzioni)       |                                                   | Democratici di Sinistra                           | 2 ottobre 1998                                    | DP-PDS-PdD-FdV-L. civiche                         | 16 maggio 1999                                    |                                                   | Elezione 1995                                     |
| Alberto Pacher                                       |                                                     | CM-DS-SDI-FdV-L. civiche                          | Democratici di Sinistra                           | 16 maggio 1999                                    | 8 maggio 2005                                     | Elezione 1999                                     |                                                   |                                                   |
| Alberto Pacher                                       |                                                     | CM-DS-SDI-FdV-PATT-L. civiche                     | Democratici di Sinistra                           | 8 maggio 2005                                     | 25 settembre 2008                                 | Elezione 2005                                     |                                                   |                                                   |
|                                                      | Alessandro Andreatta (Vicesindaco facente funzioni) | CM-DS-SDI-FdV-PATT-L. civiche                     |                                                   | Partito Democratico                               | 25 settembre 2008                                 | Elezione 2005                                     | 3 maggio 2009                                     |                                                   |
| Alessandro Andreatta                                 |                                                     | PD-UpT-PATT-IdV-PSI-FdV-UdC                       | 3 maggio 2009                                     | Partito Democratico                               | 10 maggio 2015                                    | Elezione 2009                                     |                                                   |                                                   |
| Alessandro Andreatta                                 |                                                     | PD-PATT-FdV-L. civiche                            | 10 maggio 2015                                    | Partito Democratico                               | 23 settembre 2020                                 | Elezione 2015                                     |                                                   |                                                   |
|                                                      | Franco Ianeselli                                    |                                                   | Indipendente                                      |                                                   | PD-PATT-Az-UpT-+E-IV-EV                           | 23 settembre 2020                                 | 4 maggio 2025                                     | Elezione 2020                                     |
|                                                      | Franco Ianeselli                                    | PD-CB-AVS-L. civiche                              | Indipendente                                      | 4 maggio 2025                                     | in carica                                         | Elezione 2025                                     |                                                   |                                                   |